# 拉姆角 (南喬治亞群島)
拉姆角（英語：Ram Head）是南極洲的海岬，位於南喬治亞群島，處於羅西塔港和坎普灣之間，在1931年由英國海軍繪入地圖，由英國海外領土管轄。